# Георги Тодоров (музикант)
Вижте пояснителната страница за други личности с името Георги Илиев.
Вижте пояснителната страница за други личности с името Георги Тодоров.
Георги Тодоров Илиев е български музикант, създател на българската тромбонова школа с 44-годишна педагогическа и преподавателска дейност в Държавната музикална академия.
Още в родното си село Хайредин се запалва по музиката на духовите оркестри и по тази причина поради бедността си заминава пеша, бос и без обувки да се изучава в Оряхово при маестро Дико Илиев. Там, през 1929 г. във военния гарнизонен оркестър започва обучението си с капелмайстора. Две години изучава валдхорна, после тромпет, баритон и избира цугтромбона като най-близък до творческата му нагласа инструмент. През 1938 г. Георги Тодоров постъпва в най-добрия по него време духов оркестър в България, този към софийската жандармерия. Строгият военен порядък и най-вече ограниченият репертоар на оркестъра го карат да се насочи към Софийската народна опера, където свири първи тромбон. Същата година изсвирва Концертино за тромбон от Фердинанд Давид по Радио София. Успоредно с активната си концертна дейност Георги Тодоров завършва и висшето си музикално образование в София при проофесор Христо Обрешков, след което отива да специализира цугтромбон в Одеса. През 1953 г. се явява на конкурс, който печели и е назначен за доцент по цугтромбон и туба в държавната консерватория.

## Школи по музика
| Школи по музика               |
| ----------------------------- |
| Начална школа по цугтромбон   |
| Школа по туба                 |
| Школа по баритон              |
| Школа по басфлигорна          |
| Школа по баритон и цугтромбон |
| Технически етюди              |
| Мелодични етюди               |
| Етюди в неравноделни размери  |
| Виртуозни етюди               |